# Incunabula (Autechre)
| Recensione   | Giudizio       |
| ------------ | -------------- |
| AllMusic     |                |
| Sputnikmusic |                |
| Ondarock     | Pietre miliari |

Incunabula è l'album di debutto del gruppo inglese di musica elettronica Autechre, pubblicato nel 1993 con l'etichetta discografica Warp Records all'interno della serie Artificial Intelligence.

## Il disco
Il titolo dell'album è il plurale latino della parola "Incunabulum", ovvero incunabolo.
La pubblicazione dell'album venne proposta dalla stessa Warp per pubblicizzare la qualità dei propri artisti: incunabula è quindi una raccolta di pezzi più vecchi presentati dal gruppo alla casa discografica.
"Bike" è stata utilizzata come colonna sonora nel videogioco Grand Theft Auto: Episodes from Liberty City, mentre "Kalpol Introl" è stata scelta da Darren Aronofsky nel suo primo film π - Il teorema del delirio.

## Tracce
1. Kalpol Introl – 3:18
2. Bike – 7:57
3. Autriche – 6:53
4. Bronchus 2 – 3:33
5. Basscadet – 5:23
6. Eggshell – 9:01
7. Doctrine – 7:48
8. Maetl – 6:32
9. Windwind – 11:15
10. Lowride – 7:15
11. 444 – 8:55

Durata totale: 77:50